# 任玫莉
任玫莉 （英文名 ），是一名台湾企業家。為台湾创投基金先驱，协助台湾最初幾家创投基金的设立。
台大法律系毕业。负责30亿美元的台湾行政院开发基金7年。在美国曾担任慧智公司(Wyse Technology)副总经理与董事会秘书。1989－1993年任台积电董事。1997年与刘宇、郑经详及张季麟等人创办了 AsiaTech Management创投公司。现任中國國際商業銀行（台湾）董事。

## 外在链接
- AsiaTech Katherine Jen 个人简介